# Primera Liga de Croacia 2019-20
La temporada 2019-20 fue la vigésima novena edición de la Primera Liga de Croacia, desde su establecimiento en 1992. El torneo se inició el 19 de julio de 2019 y finalizó el 25 de julio de 2020.
El torneo brindó cinco plazas europeas. El campeón y subcampeón quedaron clasificados para la segunda ronda previa de la Liga de Campeones de la UEFA 2020-21. El HNK Rijeka, campeón de la liga croata, y tercero en la clasificación, quedó asignado en la tercera ronda previa de la Europa League. Por descontado, al ser habitual cuatro plazas, en lugar de cinco, los puestos cuarto y quinto de la liga se clasificaron para la segunda fase previa de la Europa League.

## Ascensos y descensos
Un total de 10 equipos disputaron el campeonato, el NK Rudeš descendió la temporada anterior, siendo reemplazado para este torneo por el campeón de la Segunda Liga, el NK Varaždin.
| Pos. | Descendidos de la Primera Liga de Croacia 2018-19 |
| ---- | ------------------------------------------------- |
| 10.º | NK Rudeš                                          |

| Pos. | Ascendidos de la Segunda Liga de Croacia 2018-19 |
| ---- | ------------------------------------------------ |
| 1.º  | NK Varaždin                                      |

## Participantes
| Club           | Ciudad        | Estadio                  | Capacidad |       |
| -------------- | ------------- | ------------------------ | --------- | ----- |
| Dinamo Zagreb  | Zagreb        | Stadion Maksimir         | 40.000    | [ 1 ] |
| Hajduk Split   | Split         | Stadion Poljud           | 35.000    | [ 2 ] |
| Inter Zaprešić | Zaprešić      | Stadion ŠRC Zaprešić     | 4,528     | [ 3 ] |
| Istra 1961     | Pula          | Stadion Aldo Drosina     | 8,923     | [ 4 ] |
| NK Lokomotiva  | Zagreb        | Stadion Kranjčevićeva    | 10,850    | [ 5 ] |
| HNK Gorica     | Velika Gorica | Stadion Radnik           | 8,000     |       |
| NK Osijek      | Osijek        | Stadion Gradski vrt      | 19,220    | [ 6 ] |
| HNK Rijeka     | Rijeka        | Stadion Rujevica         | 8,279     | [ 7 ] |
| NK Varaždin    | Varaždin      | Stadion Anđelko Herjavec | 10,000    |       |
| Slaven Belupo  | Koprivnica    | Stadion Ivan Kušek Apaš  | 4,000     |       |

### Equipación
| Club              | Técnico          | Capitán            | Equipación |
| ----------------- | ---------------- | ------------------ | ---------- |
| Dinamo Zagreb     | Nenad Bjelica    | Arijan Ademi       | Adidas     |
| HNK Gorica        | Sergej Jakirović | Kristijan Kahlina  | Alpas      |
| HNK Hajduk Split  | Igor Tudor       | Josip Juranović    | Macron     |
| HNK Rijeka        | Simon Rožman     | Alexander Gorgon   | Joma       |
| Lokomotiva Zagreb | Goran Tomić      | Fran Karačić       | Nike       |
| NK Osijek         | Ivica Kulešević  | Mile Škorić        | Nike       |
| Inter Zaprešić    | Željko Petrović  | Tomislav Mazalović | Joma       |
| Istra 1961        | Ivan Prelec      | Marin Grujević     | Kelme      |
| Slaven Belupo     | Tomislav Stipić  | Mateas Delić       | Adidas     |
| NK Varaždin       | Luka Bonačić     | Leon Benko         | Legea      |

## Tabla de posiciones
Actualización al 25 de julio de 2020 
| Pos. | Equipo            | Pts. | PJ | G  | E  | P  | GF | GC | Dif. | Clasificación o descenso                                            |
| ---- | ----------------- | ---- | -- | -- | -- | -- | -- | -- | ---- | ------------------------------------------------------------------- |
| 1    | Dinamo Zagreb (C) | 80   | 36 | 25 | 5  | 6  | 62 | 20 | +42  | Segunda fase clasificatoria de Liga de Campeones de la UEFA 2020–21 |
| 2    | Lokomotiva Zagreb | 65   | 36 | 19 | 8  | 9  | 57 | 38 | +19  | Segunda fase clasificatoria de Liga de Campeones de la UEFA 2020–21 |
| 3    | HNK Rijeka        | 64   | 36 | 19 | 7  | 10 | 58 | 42 | +16  | Tercera fase clasificatoria de Liga Europa de la UEFA 2020-21       |
| 4    | NK Osijek         | 62   | 36 | 17 | 11 | 8  | 47 | 29 | +18  | Segunda fase clasificatoria de Liga Europa de la UEFA 2020-21       |
| 5    | Hajduk Split      | 60   | 36 | 18 | 6  | 12 | 60 | 41 | +19  | Segunda fase clasificatoria de Liga Europa de la UEFA 2020-21       |
| 6    | HNK Gorica        | 49   | 36 | 12 | 13 | 11 | 44 | 48 | −4   |                                                                     |
| 7    | Slaven Belupo     | 39   | 36 | 10 | 9  | 17 | 34 | 51 | −17  |                                                                     |
| 8    | NK Varaždin       | 36   | 36 | 9  | 9  | 18 | 29 | 50 | −21  |                                                                     |
| 9    | Istra 1961 Pula   | 25   | 36 | 5  | 10 | 21 | 27 | 59 | −32  | Playoffs por la promoción-descenso                                  |
| 10   | Inter Zaprešić    | 17   | 36 | 3  | 8  | 25 | 32 | 72 | −40  | Descendido a la Segunda Liga de Croacia 2020-21                     |

 Fuente: PrvaHNL.hr
Criterios de clasificación: 1) Puntos; 2) puntos entre sí; 3) diferencia de goles; 4) Goles marcados.
 PJ = Partidos jugados; G = Partidos ganados; E = Partidos empatados; P = Partidos perdidos;
GF = Goles a favor; GC = Goles en contra; DG = Diferencia de gol; PTS = Puntos

## Promoción de descenso
| Ida; 2 de agosto de 2020 | Orijent 1919 | 0-3 | Istra 1961 Pula | Estadio Kantrida, Rijeka |  |
| 20:00 CEST               |              |     |                 |                          |  |

| Vuelta; 5 de agosto de 2020 | Istra 1961 Pula | 0-1 | Orijent 1919 | Estadio Aldo Drosina, Pula |  |
| 20:00 CEST                  |                 |     |              |                            |  |

## Goleadores
| Rank | Jugador          | Club              | Goles |
| ---- | ---------------- | ----------------- | ----- |
| 1    | Antonio Čolak    | HNK Rijeka        | 20    |
| 1    | Mijo Caktaš      | Hajduk Split      | 20    |
| 1    | Mirko Marić      | NK Osijek         | 20    |
| 4    | Kristijan Lovrić | HNK Gorica        | 14    |
| 5    | Mislav Oršić     | Dinamo Zagreb     | 13    |
| 6    | Ivan Krstanović  | NK Slaven Belupo  | 12    |
| 7    | Emem Eduok       | Hajduk Split      | 11    |
| 7    | Lirim Kastrati   | Lokomotiva Zagreb | 11    |
| 7    | Marko Tolić      | Lokomotiva Zagreb | 11    |
| 10   | Damian Kądzior   | Dinamo Zagreb     | 10    |